# Растителност
| Тундра Тайга Умерена широколистна и умерена гора Умерени савани, треви и храсти Субтропична влажна гора Средиземноморска твърдолистна гора и храсти Влажна тропична гора Пустиня Пустинни и сухоустойчиви храсти Степи Полу-пустиня Тревна савана Дървесна савана Тропична и субтропична суха гора Екваториална гора Алпийска тундра Планинска тундра |

Растителност или растителна покривка е съвкупността от растителните видове и покритието на земята, което те предоставят. Това е общ термин, без строга връзка с определен таксон, форма на живот, структура, пространствен обхват или каквито и да е други ботанически или географски характеристики. Това е по-широк термин от флора, който се отнася за растителния състав. Той може да се отнася до широк набор мащаби, включително глобален мащаб.
Растителният тип се определя от характерния доминантен вид или обща черта на съвкупността, като например височинен диапазон. Естествената растителност се отнася за растителния живот, незасегнат хората и контролиращ се от климатичните условия на дадения регион.

## Класификация
Класификацията на растителността се образува на йерархичен принцип, като подразделенията на растителността се разглеждат като исторически установени самопроизволно изменящи се динамични системи.
Най-големите подразделения (група типове) са: северна извънтропична, тропична и южна извънтропична. Възлово значение в класификацията на растителността има подразделението, наречено тип на растителността (например: тайга, тундрова, саванна, степна). Типовете се делят на растителни формации, а те на свой ред на растителни асоциации. Понякога се използват и промеждутъчни рангове: група формации, клас формации, група асоциации и клас асоциации.
Пример за тип на растителността, определена чрез нивото на класа може да бъде за гора с ниво на покривката > 60%: широколистна, вечнозелена, склерофилна и т.н.

## Динамика на растителността
Растителността е динамична система. В резултат на изменения на природните условия, системата може да се измени съществено за много кратки срокове.
Различават се коренна растителност (непроменена от човека) и производна растителност (изменена, например от пожар или селскостопанска дейност). Растителността, която се е съхранила в неизменен вид от древни времена, се нарича реликтова растителност. Например, в екваториалните гори някои формации съществуват в непроменен вид на едно и също място от миоцен насам.
Като правило, колкото по-голяма площ се взема предвид, толкова по-вероятно е растителността по нея да е хетерогенна. Само в селскостопански и растениевъдни системи, обаче, може да се доближи почти идеална еднородност на растителността.
Времевата промяна е повсеместна и представлява екологична сукцесия. Сукцесията е относително постепенна промяна в структурата и таксономични състав, които възникват, докато растителността променя различни променливи на околната среда с времето, включително нивата на светлина, вода и хранителни вещества. Тези модификации променят набора от видове, които са най-адаптирани да растат, оцеляват и възпроизвеждат в района, което води до промени във флората. Те, на свой ред, допринасят за структурни промени, които се наследяват дори при липсата на видови промени (особено когато растенията са многобройни), водейки до бавни и предсказуеми промени на растителността. Във времево отношение, голям брой процеси и събития могат да доведат до промени, като те могат да са постепенни или внезапни.